# Heinrich Ahrens
Heinrich Ahrens, né le 21 décembre 1842 à Lilienthal en royaume de Hanovre et mort du choléra à l'âge de 43 ans le 18 octobre 1886 à Yokohama au Japon, est un entrepreneur prussien.

## Biographie
Ahrens grandit dans une grande famille avec laquelle il reste en contact toute sa vie. Il entre à 13 ans dans une école privée de théologie où il apprend le français et l'anglais. Il s'intéresse à la profession de marchand et commence un apprentissage en 1858 à la compagnie de August Korff à Brême. Cette formation prend fin à Pâques 1862, Heinrich a alors 19 ans et désire travailler à l'étranger. Il essaye d'abord de trouver du travail à Saint-Pétersbourg avant de se décider à partir pour Londres où il arrive en juin 1862. Trois ans plus tard, il s'exile en Amérique du Sud et s'installe à Buenos Aires où il travaille pour la compagnie commerciale allemande J. N. Bieber & Co. du 1er novembre 1865 au 31 octobre 1866. Il essaie ensuite de s'installer au Chili et en Bolivie avant de se décider à partir au Japon. Il embarque à San Francisco et arrive à Yokohama le 31 octobre 1867.

## Au Japon
Grâce à son expérience, il trouve immédiatement du travail à la compagnie commerciale allemande Gutschow & Co. située à l'emplacement 92 de la ville. Puisqu'il sait à quel point la connaissance de la langue nationale est important dans la réussite d'une entreprise, il commence à apprendre le japonais avec assiduité et le parle et l'écrit très vite couramment. Le 1er janvier 1869, il ouvre une petite boutique à Tokyo qu'il auto-proclame « première boutique européenne de Tokyo ». C'est une sorte de commerce de détail vendant des produits européens dont on ignore aujourd'hui l'adresse originale.
Son commerce s'étend progressivement au point de devenir une importante compagnie d'import-export. Comme les affaires marchent pour le mieux, il se met en quête d'un partenaire. Le premier, un certain Mr. Witte, s'avère être un très mauvais choix, il est arrêté fin 1869 à son retour en Allemagne. Cela n'a cependant pas d'incidence sur le succès de son entreprise. Le 3 juin 1870, il loue l'emplacement 41 à Tsukiji et commence la construction de locaux. L'emplacement voisin numéro 23 est alors loué par son compatriote Martin Behr qui est également en train de construire des locaux et les deux hommes s'associent.
Au début de janvier 1871, les nouveaux locaux sont achevés, soit deux bâtiments résidentiels, un magasin et une boutique. L'adresse est alors « Edo # 41 ». La connaissance du japonais des deux hommes contribue à la réussite de l'entreprise. Behr est ensuite nommé agent au consulat allemand à Tokyo, poste qui favorise la signature de contrats d'affaires. Au début de janvier 1871, l'entreprise embauche son premier employé allemand, Jakob Winckler, originaire de Stade et futur beau-frère de son demi-frère Georg. Il est cependant plus un technicien qu'un marchand ce qui ne satisfait pas Ahrens. Depuis la fin 1870, un apprenti japonais, Takata Shinzō, travaille pour l'entreprise. Il gagne rapidement la confiance de ses patrons et est progressivement chargé des contacts avec le gouvernement japonais.
En avril 1871, Ahrens part pour l'Europe via New York afin de renforcer et d'étendre les relations commerciales et arrive dans sa ville natale en juin. En juillet 1871, il voyage en Allemagne, en Angleterre, en Écosse, en Suisse, etc. Durant cette période, Behr dirige la compagnie pendant qu'Ahrens assure les commandes en provenance du Japon et visite des fournisseurs. Il recrute un second partenaire en 1872, Eberhard Schmid, fonde une filiale à Berlin et visite l'exposition universelle de 1873 à Vienne. Il ne retourne au Japon que deux ans et demi après son départ.
En 1874, la compagnie conclut de plus amples contrats avec le gouvernement japonais. Ahrens reprend la direction et c'est maintenant Behr qui se rend en Europe à la fin de l'année. Eberhard Schmid était encore sur place et ils s'occupent du transfert de la filiale de Berlin à Londres. Behr s'occupe alors des affaires à partir de cette ville tandis que Schmid se rend au Japon pour aider Ahrens.
En 1872, l'entreprise fonde une première filiale au Japon à l'emplacement 29 de Yokohama, suivie d'une autre, au début de 1876, à l'emplacement 66 de Kobé qui déménage plus tard à l'emplacement 10. De 1876 à 1878, Ahrens dirige l'entreprise à partir de Londres. Cependant, des différends avec Behr mènent à une séparation en 1879. Ahrens considère qu'il valait mieux travailler avec des partenaires privés tandis que Behr donnait la priorité au gouvernement japonais. Chacun continue alors ses affaires de son côté et Takata Shinzō part avec Behr. Ahrens reste cependant le représentant au Japon de la compagnie Krupp. Quant à Eberhard Schmid, il n'est réemployé par aucun des deux et ne figure même pas dans le testament d'Ahrens dans le paragraphe sur l'entreprise. Jakob Winckler reste avec Ahrens et devient responsable de l'export jusqu'en 1884 lorsqu'il fonde sa propre compagnie. Behr ferme son entreprise à l'été 1881 et transfère ses droits commerciaux à Takata Shinzō qui fonde sa propre compagnie qui continue les contrats avec le gouvernement japonais et devient l'une des plus grandes entreprises commerciale du Japon. Ahrens signe même un partenariat avec cette entreprise à Londres.
Le 24 mars 1881, il arrive à Brême puis se rend à Londres où il achète une résidence. Au Japon, Theodor Hake devient responsable de l'export. En 1885, son demi-frère Hermann Ahrens commence aussi à travailler au Japon. Pendant le séjour d'Ahrens en Europe de 1876 à 1878, il rencontre Hemina Mosle qu'il épouse le 17 août 1881 à Brême. Née dans cette ville le 25 avril 1859, elle est la fille d'Alexandre Georg Mosle (1827-1882), marchand renommé, l'un des fondateurs de la Deutschen Bank et délégué de Brême au Reichstag allemand.
Au début de 1879, le couple se rend au Japon et réside au rez-de-chaussée de l'emplacement 29 de Yokohama. Parmi leurs amis japonais se trouvaient : Sannomiya Yoshitane, Ōyama Iwao, le père du géologue Harada Toyokichi (ja), etc.
En juillet 1886, des affaires importantes le forcent à retourner au Japon. Il meurt du choléra à Yokohama le 18 octobre 1886 et est enterré au cimetière pour étrangers de Yokohama.
Ahrens laisse une fortune considérable qui permet à sa famille de conserver son train de vie. De plus, si Hermina se remariait, elle perdait sa rente annuelle ainsi que tous les autres bénéfices. En novembre 1886, elle s'installe avec ses enfants à Leipzig où elle rencontre Carl Eduard Melchers qu'elle épouse le 16 novembre 1889. Elle meurt le 25 décembre 1941 à Crockham Hill dans le Kent.

## Famille
Heinrich et Hermina eurent quatre enfants :
- Hans Ahrens (25.08.1879 Yokohama - 25.06.1953 Londres)
- Christiana Candida Ahrens (25.01.1881 Yokohama - 28.07.1974 Londres)
- Alexandre Henry Ahrens (06.05.1883 Londres - 07.05.1954 Masterton, Nouvelle-Zélande)
- Hermina Johanne Ahrens (* 07.05.1886 Londres - 13.11.1977 Francfort-sur-le-Main), épouse Paul Bartels en 1908. Son deuxième mariage eut lieu le 19 mai 1916 à Wiesbaden avec Eberhard Albert Eugen Egmont Alexander von Reckow[1].

Au regard de ses activités commerciales au Japon, force est de constater que deux de ses frères étaient vraiment importants dans sa vie :
- Georg Rechten, son premier demi-frère, enseignant de métier. Il ne s'est jamais rendu au Japon mais a donné de précieux conseils à Heinrich et lui a envoyé du matériel pédagogique.
- Hermann Ahrens, son deuxième demi-frère, qui travaillait également au Japon.